# میدو میلز (ویرجینیا)
میدو میلز (به انگلیسی: Meadow Mills) یک منطقهٔ مسکونی در ایالات متحده آمریکا است که در شهرستان فردریک، ویرجینیا واقع شده‌است.